# Takuma Nishimura
Takuma Nishimura (西村 拓真 Nishimura Takuma?), född 22 oktober 1996 i Aichi prefektur, är en japansk fotbollsspelare.
Nishimura började sin karriär 2015 i Vegalta Sendai. 2018 flyttade han till PFK CSKA Moskva. Efter PFK CSKA Moskva spelade han för Portimonense SC. Han gick tillbaka till Vegalta Sendai 2020.